# Samuel Wilks
Samuel Wilks (Camberwell, 2 giugno 1824 – Hampstead, 8 novembre 1911) è stato un medico e biografo britannico.
Fu il primo a diagnosticare la rettocolite ulcerosa nel 1859 e fu anche collaboratore e biografo di eminenti medici dell'epoca come Thomas Addison, Richard Bright e Thomas Hodgkin.

## Biografia
Secondogenito di Joseph Barber Wilks, tesoriere della East India House, quartier generale della Compagnia delle Indie Orientali, e di sua moglie Susannah Edwards. Nel 1835 fu mandato alla Aldenham School dove trascorse tre anni e poi alla University College School di Hampstead dove studiò un anno. Terminati gli studi fu preso come apprendista ed assistente dal medico di famiglia, il dottor Richard Prior di Newington. Dopo aver appreso la pratica di diversi trattamenti medici seguì un corso di anatomia tenuto dal medico chirurgo Bransby Blake Cooper presso il Guy's Hospital, nel quale entrò nel 1842 in qualità di studente. Nel 1847 divenne membro del Royal College of Surgeons e nel 1848 ottenne il Bachelor of Medicine presso l'Università di Londra dove nel 1850 ottenne anche il titolo di Doctor of Medicine, diventando membro effettivo del Royal College of Physicians.

In servizio presso il dispensario per i poveri del Surrey Dispensary dal 1853, si dedicò allo studio sul tifo confermando l'ipotesi fatta dal medico Sir William Jenner nel 1849, che distingueva tra tifo e febbre tifoide. Il 25 luglio 1854 sposò la vedova del suo mentore, il dottor Richard Prior, Elizabeth Ann Prior, e la coppia non ebbe figli. 
Tra il 1854 ed il 1865 fu uno degli editori del Guy's Hospital Reports, al quale collaborò con diversi articoli interessanti. Questi articoli, i primi nel loro genere pubblicati a cura di un ospedale londinese, contribuirono ad accrescere la fama del Guy's Hospital come centro di ricerca e di insegnamento. Nel 1856, diventato fellow del Royal College of Physicians, fu promosso ad aiuto chirurgo e iniziò a dare lezioni di patologia, attività che continuò a svolgere fino al 1865. In quegli anni le dissezioni post-mortem si limitavano a identificare la causa del decesso, e Wilks, interessato alla anatomia patologica, dimostrò che una buona pratica clinica dipendesse proprio dalla applicazione dei principi di questa disciplina. Fu il primo a scoprire che gli effetti della sifilide si riflettevano anche agli organi interni del corpo e non solo sulla superficie. Le lezioni di Wilks tenute tra il 1858 ed il 1859 vennero pubblicati in quest'ultimo anno e il suo studio dal titolo lectures on Pathological Anatomy, che divenne presto un testo fondamentale per gli studenti di questa disciplina, venne pubblicato nel 1875 in collaborazione con Walter Moxon.

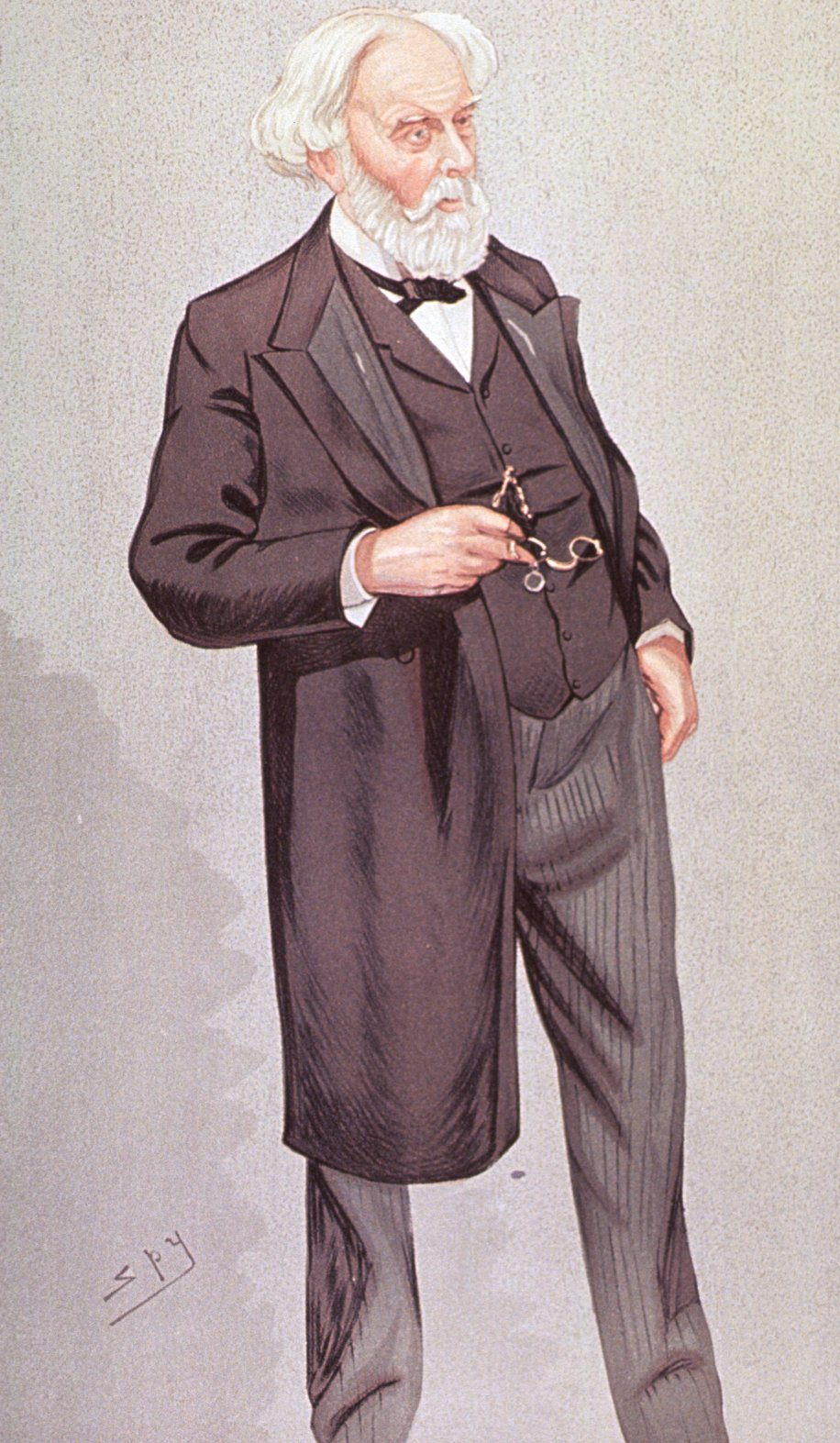
Caricatura di Wilks disegnata da Leslie Ward per la rivista Vanity Fair sul numero del 1º ottobre 1892.

Nel 1856 individuò la amiloidosi sulla quale pubblicò un articolo nel Guy's Hospital Report e nel 1859 fu il primo a individuare la colite ulcerosa, di cui trattò nel suo Pathological Anatomy. 
Nel 1864, a seguito dell'approvazione della controversa Contagious Diseases Acts, per la lotta alle malattie veneree, fu tra i membri della Commissione Medica. Nel 1865 Wilks decise di abbandonare le lezioni di patologia per impartire lezioni di medicina, diventando medico del Guy'Hospital nel 1867, posizione che continuò a detenere fino al suo ritiro dalla pratica attiva nel 1885, quando si limitò unicamente alla attività di consulenza. In qualità di medico si concentrò sulle malattie nervose e nel 1878 pubblicò uno studio dal titolo Diseases of the Nervous System, un'altra opera frutto delle sue lezioni e degli articoli pubblicati su riviste specializzate come il Medical Times o il Medical Gazette. Nel 1897 fu insignito della Moxon gold medal, una onorificenza molto prestigiosa assegnata dalla Royal College of Physicians come riconoscimento delle sue ricerche e dei suoi studi di medicina clinica. 
Iniziò la sua attività di biografo collaborando con il biologo ed antropologo George Thomas Bettany alla pubblicazione di una biografia delle personalità più eminenti del Guy's Hospital, opera che uscì con il titolo di Biographical History of Guy’s Hospital nel 1892. Nei suoi resoconti Wilks dimostrò di essere un biografo piuttosto equilibrato elogiando suoi eminenti colleghi del calibro di Thomas Addison, Richard Bright e Thomas Hodgkin senza dimostrare eccessiva condiscendenza. 
Nel 1884 fu insignito del titolo di Legum Doctor dall'Università di Edimburgo e tra il 1881 ed il 1883 ricoprì la carica di Presidente della Pathological Society e nel 1887 del General Medical Council. Il suo prestigio in qualità di medico aumentò quando venne eletto vice-Presidente del Royal College of Surgeons nel 1890 e successivamente Presidente tra il 1896 ed il 1899. Nel 1897 fu insignito dell'onorificenza di baronetto e divenne medico straordinario della regina Vittoria nonché medico personale del principe Arturo, duca di Connaught e Strathearn e di sua moglie.
Nel 1901 si ritirò nella sua casa di Hampstead dove divenne un membro attivo della Hampstead Scientific Society. Il 5 febbraio 1904 fu operato a seguito di una appendicite acuta che necessitò di un intervento di emergenza. Nel 1907 fu sottoposto ad un altro intervento chirurgico alla prostata che lo lasciò invalido e paralizzato agli arti inferiori costringendolo ad una lunga e forzata convalescenza durante la quale si occupò della sua autobiografia che venne successivamente pubblicata con il titolo Biographical Reminiscences of Sir Samuel Wilks. Morì nella sua abitazione l'8 novembre 1911 e le sue ceneri vennero sepolte presso il locale cimitero di Hampstead.

## Opere
- On the syphilitic affections of internal organs, 1884
- Lectures on Pathological Anatomy, 1869
- Lectures on the Specific Fevers and on Diseases of the Chest, 1874
- Lectures on Diseases of the Nervous System, 1878
- The Harveian oration, delivered at the Royal College of Physicians. 1879
- Assertion versus argument : a few letters to an anti-vivisectionist 1882
- Lectures on Pathology Delivered at the London Hospital. 1891.
- A Biographical History of Guy's Hospital, 1892 (in collaborazione con G. T. Bettany)
- The Relation of Man to the Animal World, 1907
- Biographical Reminiscences of Sir Samuel Wilks, 1911